# Portret rzeźbiarza Jana Szczepkowskiego
Portret rzeźbiarza Jana Szczepkowskiego – obraz olejny polskiej malarki Olgi Boznańskiej z ok. 1906 roku, znajdujący się w Galerii sztuki polskiej 1800-1945 Muzeum Śląskiego w Katowicach.
Malarka sportretowała Jana Szczepkowskiego w ok. 1906 roku. Model siedzi w ciemnej marynarce, spoglądając na obserwatora. Dzieło ma wymiary 76 × 63 cm. Wykonane zostało farbą olejną na tekturze. Muzeum Śląskie w Katowicach nabyło je w antykwariacie Salo Schmausa w Krakowie w 1929 roku. W prawym górnym rogu znajduje się sygnatura wykonana ołówkiem: Olga Boznańska Paryż. Muzealny numer inwentarzowy: MŚK/SzM/361.